# 蘇我遠智娘
蘇我遠智娘（そがのおちのいらつめ，?—?），日本飛鳥時代后妃後宮，豪族蘇我氏蘇我倉山田石川麻呂（蘇我入鹿的堂兄弟）之女。又名造媛、美濃津子娘。
大化改新以前（一説644年）嫁中大兄皇子（後天智天皇），天智天皇即位後封為嬪。妹蘇我姪娘嫁中大兄皇子生御名部皇女、阿陪皇女（後元明天皇）二女，中大兄皇子即位為天皇後亦被封為嬪。她和天智天皇之嬪蘇我常陸娘、天武天皇之夫人蘇我大蕤娘姐妹（蘇我赤兄之女）是堂姐妹。
古人大兄皇子之女倭姬王是天智天皇皇后。649年（大化5年），密告父亲蘇我倉山田石川麻呂。蘇我遠智娘生下了建皇子、大田皇女、鸕野讃良皇女。

## 系譜
- 父:蘇我倉山田石川麻呂
- 姐妹：蘇我姪娘
- 夫:天智天皇
- 子女:建皇子（夭折）・大田皇女・鸕野讃良皇女（持統天皇）
- 孫：大来皇女・大津皇子・草壁皇子